# Gartálg

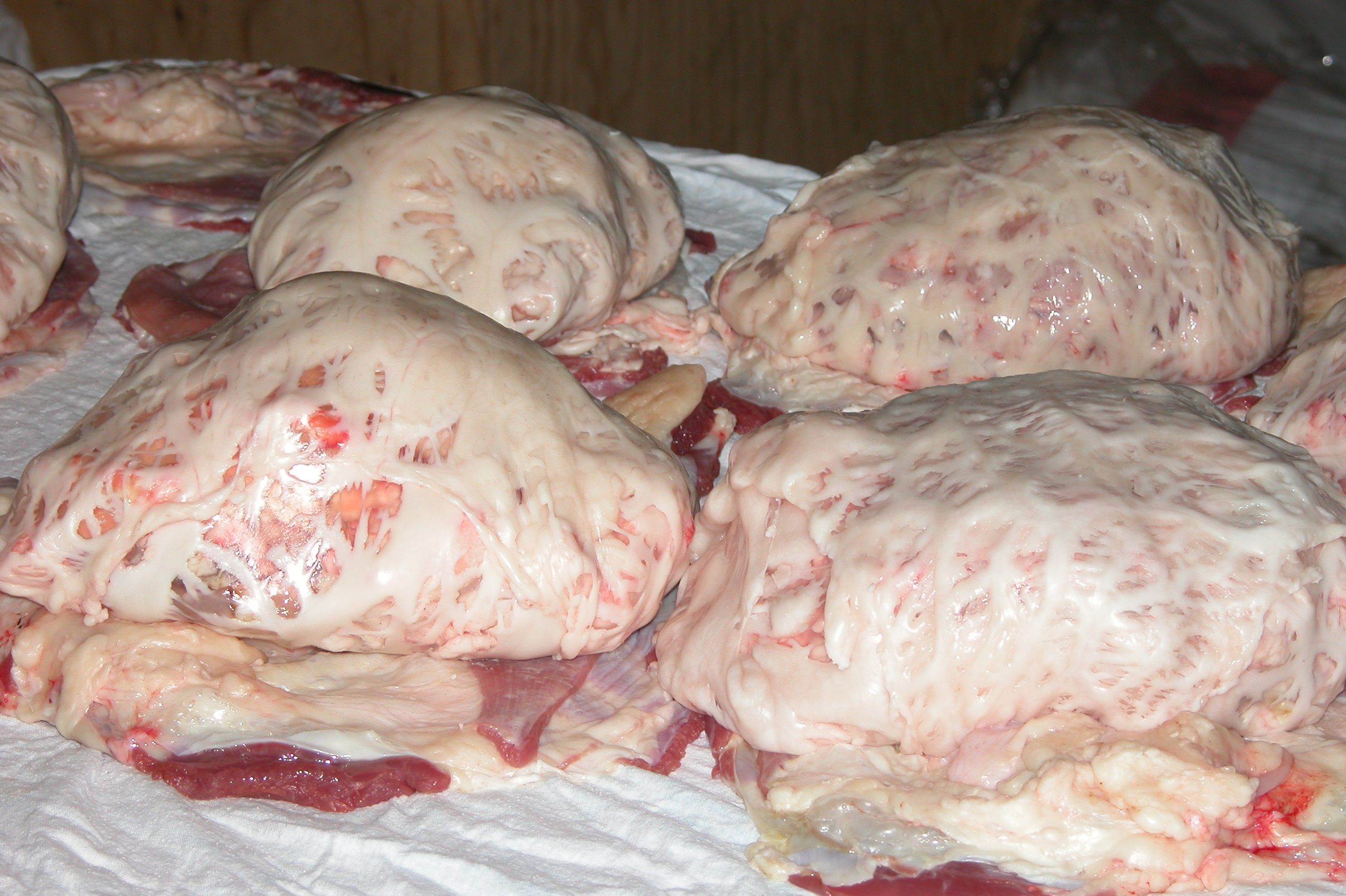
Gartálg

Gartálg ou garnatálg é um prato tradicional das Ilhas Faroés, mais concretamente da cidade de Trøllanes, no norte da ilha de Kalsoy.

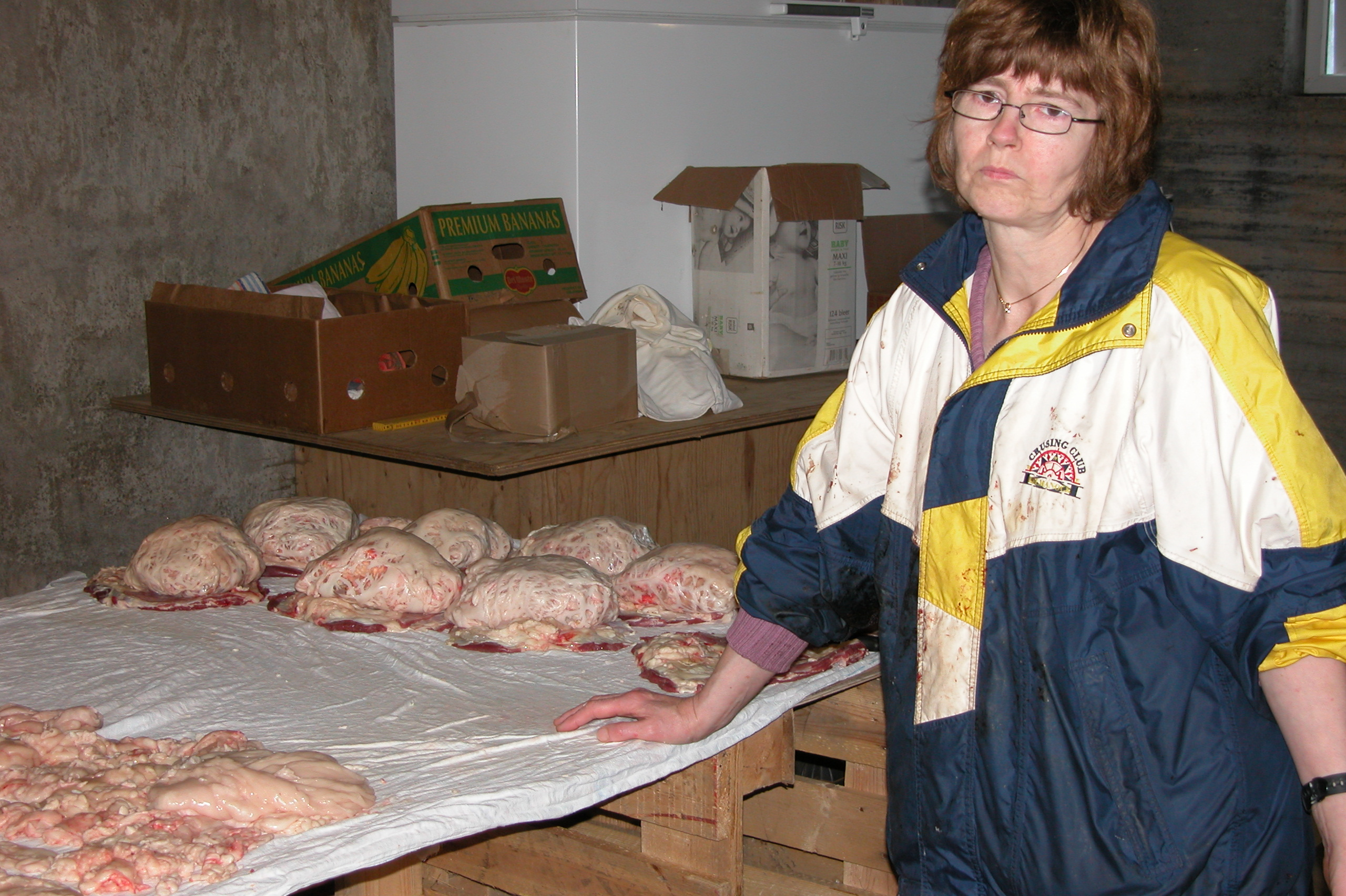
Preparação de gartálg

É preparado com vísceras, tais como intestino, cobertas por uma camada de gordura. É seco ao vento, com uma forma oval. 
Após a secagem, é cortado em fatias, cozinhado numa frigideira e usado como acompanhamento de restfisk (peixe seco ao vento) cozinhado.
Possui alguns traços em comum com o haggis escocês, apesar de ser, de certa forma, bastante diferente.